# Lazar Koliševski

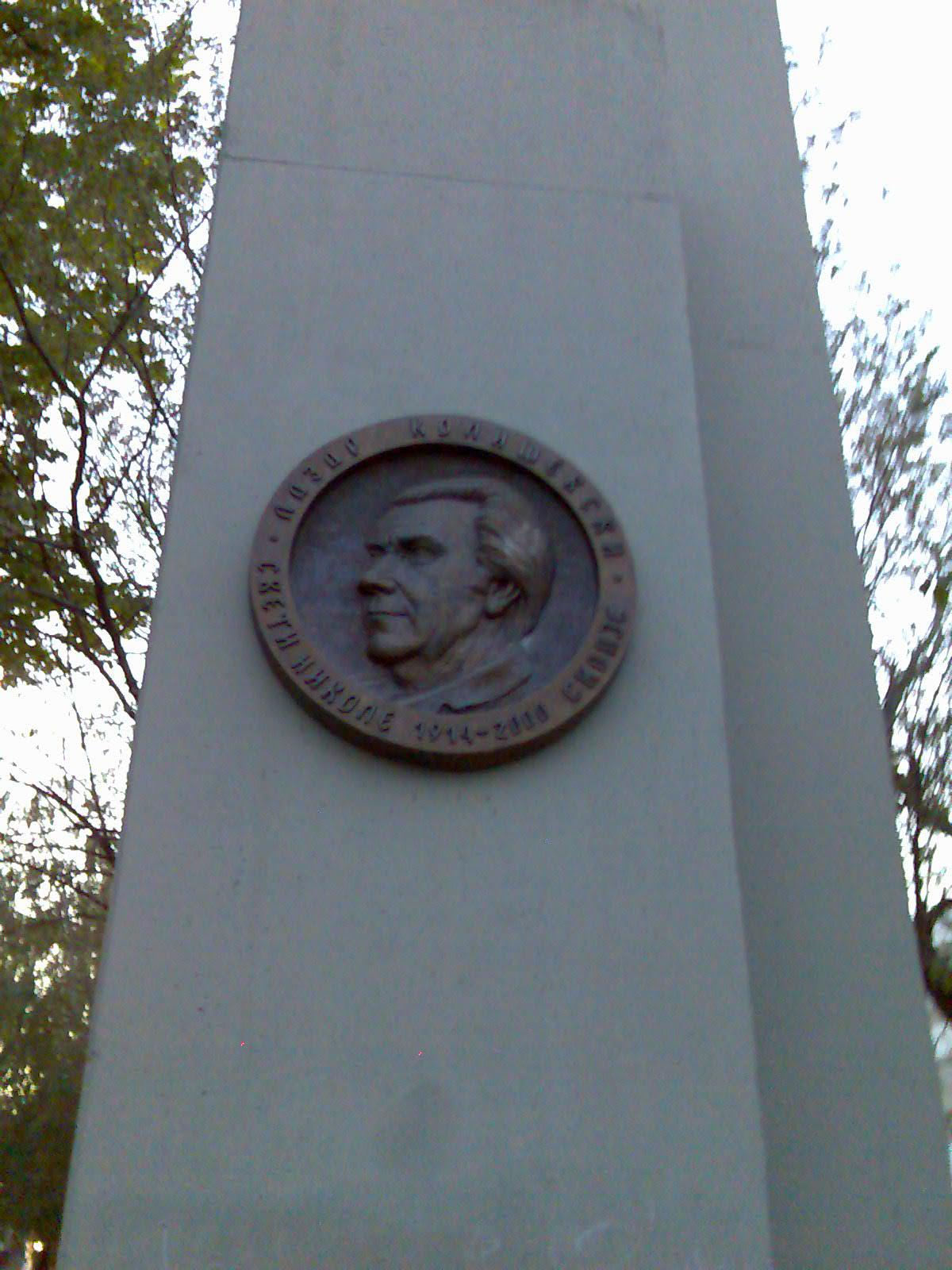

Lazar Koliševski (Macedonisch: Лазар Колишевски), geboren als: Lazar Panev Kolišev (Macedonisch: Лазар Панев Колишев) (Sveti Nikole, 12 februari 1914 - Skopje, 6 juli 2002) was een Joegoslavisch staatsman en Macedonisch communistisch partijleider.
Lazar Koliševski was een metaalbewerker en sloot zich in 1935 aan bij de (toen illegale) Joegoslavische Communistische Partij (JCP). Reeds vóór de oorlog was hij partijfunctionaris in Kragujevac, Servië. Hij werd meerdere malen om zijn illegale politieke activiteiten door de Joegoslavische autoriteiten gearresteerd.
Koliševski ontplooide onder de Bulgaarse bezetting van Macedonië, tijdens de Tweede Wereldoorlog, verzetsactiviteiten. Hij werd in 1941 tot secretaris van de voorlopige Macedonische communistische partij gekozen. Nog in hetzelfde jaar werd hij door de Bulgaarse autoriteiten gearresteerd en gevangengezet. Na de staatsgreep van het Bulgaars Vaderlands Front in september 1944 werd Koliševski vrijgelaten. Reeds tijdens zijn gevangenschap tot lid van de Antifascistische Raad voor de Bevrijding van Joegoslavië (AVNOJ) en tot eerste secretaris van het Centraal Comité van de Macedonische Communistische Partij gekozen, keerde hij naar Macedonië terug om zijn posten in te nemen. In december 1944 werd hij voorzitter van de Antifascistische Raad voor de Bevrijding van Macedonië (ASNOM), als opvolger van de niet-communist Metodi Andonov-Chento.
Van 1 januari 1945 tot 16 april 1945 was hij korte tijd voorzitter van het Presidium van de Macedonische Volksassemblée (staatshoofd van Macedonië). Na de bevrijding werd hij premier van de Volksrepubliek Macedonië (1945-1953) en in 1948 lid van het Centraal Comité en kandidaat-lid van het Politbureau van de Joegoslavische Communistische Partij (CPJ; sinds 1952 Macedonische Communistenbond). In 1946 speelde hij een sleutelrol tijdens de zuivering van de Macedonische staats- en partijleiding, waaronder Metodi Andonov-Chento (gerehabiliteerd in 1990), de voorganger van Koliševski als voorzitter van de ASNOM.
Van 1952 tot 1963 was hij voorzitter van het Uitvoerende Comité van de Macedonische Communistenbond en van 1953 tot 1962 was hij wederom voorzitter van de Nationale Volksassemblée van de Macedonische Volksrepubliek. Van 1952 tot 1966 was hij tevens lid van het Uitvoerende Comité (Politbureau) van de Joegoslavische Communistenbond. Sinds 1963 was hij voorzitter van de Macedonische Socialistische Alliantie (volksfront) en van 1963 tot 1967 voorzitter van de Federale Socialistische Alliantie.
Van 1966 tot 1969 en van 1974 tot 1979 was hij lid van het Uitvoerende Comité van de Joegoslavische Communistenbond. In 1967 werd hij lid van de Federale Raad van Joegoslavië en tot 1980 was hij lid van de Presidentiële Raad van Joegoslavië.
In de loop der jaren groeide Koliševski uit tot Macedonische vertrouweling van Maarschalk Tito. Als bekroning voor zijn loyaliteit aan de Joegoslavische president, werd hij in mei 1979 benoemd tot vicepresident van Joegoslavië. Na de dood van Tito in mei 1980 was Koliševski van 4 tot 15 mei 1980 waarnemend president van de Presidentiële Raad van Joegoslavië. Nadien was hij opnieuw lid van de Federale Raad.

## Onderscheiding(en)
- Held van Joegoslavië

- Bibliothèque nationale de France: cb12979132h (data)
- Gemeinsame Normdatei: 124512518
- International Standard Name Identifier: 0000 0000 5598 3076
- Library of Congress Control Number: n85159906
- Nationale Bibliotheek van Tsjechië: js20231205786
- Nationale Bibliotheek van Israël: 987007274513905171
- Nationale Bibliotheek van Polen: a0000002487663
- Nationale en Universitaire bibliotheek Zagreb: 000175711
- Nederlandse Thesaurus van Auteursnamen: 133518949
- Réseau des bibliothèques de Suisse occidentale: 02-A003466028
- Système universitaire de documentation: 082053928
- Virtual International Authority File: 25538503
- WorldCat: E39PBJtMqfKRy6Cv9BcjYft7pP